# Did It On'em
Did It On'em è un brano musicale della rapper trinidadiana Nicki Minaj, estratto come quarto singolo dal suo album di debutto, Pink Friday. Il brano è stato scritto da Onika Maraj, Shondrae Crawford, J. Ellington e Safaree Samuels e prodotto da Bangladesh. È stato inviato alle radio statunitensi il 7 marzo 2011.
Un video del singolo è stato pubblicato il 27 maggio 2011 sul sito della cantante e successivamente su YouTube. Did It On'em ha raggiunto la posizione numero quarantanove nella classifica statunitense.

## Video musicale
Il video musicale mostra principalmente un'esibizione live di Nicki Minaj, che si alterna a dei momenti dove è insieme a Lil Wayne o incontra i suoi fan. Inoltre, vengono mostrate delle immagini della cantante che cambiano continuamente colore e un dildo. Proprio per via di quest'ultimo è stata pubblicata anche una versione censurata del video dove le scene del dildo sono state rimosse.

## Classifiche
| Classifica (2011) | Posizione massima |
| ----------------- | ----------------- |
| Stati Uniti       | 49                |

## Esecuzioni dal vivo
- 2012 - Pink Friday Tour
- 2012 - Pink Friday: Reloaded Tour
- 2015 - The Pinkprint Tour